# 1638 w literaturze
Wydarzenia literackie w 1638 roku.

## Nowe książki
- polskie

- zagraniczne
  - The Man in the Moone Francisa Godwina

## Zmarli
- Robert Aytoun, poeta szkocki
- Ivan Gundulić, chorwacki poeta